# Walter Habersatter
Walter Habersatter, född 14 mars 1930 i Radstadt i delstaten Salzburg, död 30 maj 2018 i Radstadt, var en österrikisk backhoppare. Han representerade Skiclub Radstadt.

## Karriär
Walter Habersatter debuterade internationellt i tysk-österrikiska backhopparveckan 1 januari 1955 i Garmisch-Partenkirchen i Västtyskland där han blev nummer 24. Hans första pallplats i en deltävling i backhopparveckan kom i Oberstdorf i Västtyskland 29 december 1957 där han blev nummer tre efter Nikolaj Kamenskij från Sovjetunionen och Helmut Recknagel från Östtyskland. Han vann deltävlingen i Bischofshofen i Österrike under säsongen 1958/1959, Habersatters bästa säsong i backhopparveckan. Han blev nummer två sammanlagt, endast slagen av Helmut Recknagel. Habersatter blev nummer nio sammanlagt i backhopparveckan säsongen 1957/1958 ock nummer sex säsongen 1060/1061.
Habersatter startade i olympiska spelen 1956 i Cortina d'Ampezzo i Italien. Han blev nummer 15 i en tävling i normalbacken (Trampolina Italia) där finländarna Antti Hyvärinen och Aulis Kallakorpi säkrade en dubbel. 
Under Skid-VM 1958 i Lahtis i Finland blev Walter Habersatter nummer 31 i tävlingen där Juhani Kärkinen och Ensio Hyytiä säkrade en dubbel på hemmaplan. I VM 1962 i Zakopane i Polen blev Habersatter nummer 44 i stora backen. Helmut Recknagel vann tävlingen.
Walter Habersatter vann Kongsberg-Cup 1956 och den schweiziska backhopparveckan 1957. Han vann även ryska backhopparveckan 1959 och blev nummer två i backhoppningstävlingen i Svenska skidspelen i Falun samma år.

## Senare karriär
Haberstatter var efter avslutad idrottskarriär bland annat verksam som konditor och chef för en bowlinghall. 1964 byggde han en liftanläggning vid Köningslehen och senare ett värdshus. Han var aktiv i lokalpolitiken under många år.

## Övrigt
Walter Habersatters son, också med namnet Walter Habersatter (född 1952), var också backhoppare och tävlade bland annat i backhopparveckan. Walter Habersatter jr var gift med Brigitte Totschnig som tävlade i alpint och vann en silvermedalj i störtlopp under olympiska spelen 1976 i Innsbruck. Habersatters dotter, Johanna, driver nu familjeföretaget Hotel Gasthof Habersatter i Radstadt.